# Zemplínske Hradište
Zemplínske Hradište (bis 1948 slowakisch „Hardište“; ungarisch Hardicsa) ist eine Gemeinde im Osten der Slowakei, mit 1084 Einwohnern (Stand 31. Dezember 2024), die zum Okres Trebišov, einem Kreis des Košický kraj gehört.

## Geographie
Die Gemeinde liegt im Ostslowakischen Tiefland am Flüsschen Trnávka, das in die Ondava mündet, auf einer Höhe von 103 m n.m. Das Ortszentrum ist fünf Kilometer südlich von Trebišov und etwa 50 Kilometer östlich von Košice gelegen.

## Geschichte
Der Ort wurde zum ersten Mal 1328 als Hradischa erwähnt und gehörte zum Herrschaftsgut von Trebišov. Man vermutet, dass der Name von einer slawischen Wallburg abgeleitet sei. 1828 sind 154 Häuser und 1136 Einwohner verzeichnet.
Bis 1948 gehörte der heute zur Gemeinde Malčice gehörende Ortsteil Hradištská Moľva zum Ort.

## Bevölkerung
| Jahr                | 1994 | 2004    | 2014    | 2024    |
| ------------------- | ---- | ------- | ------- | ------- |
| Anzahl der Personen | 1166 | 1150    | 1136    | 1084    |
| Unterschied         |      | −1,37 % | −1,21 % | −4,57 % |

| Jahr                | 2023 | 2024    |
| ------------------- | ---- | ------- |
| Anzahl der Personen | 1099 | 1084    |
| Unterschied         |      | −1,36 % |

## Bauwerke
- griechisch-katholische Kirche aus dem Jahr 1796
- reformierte Kirche aus dem Jahr 1801, mit dem erst 1887 erbauten Turm

## Sonstiges
Im Gemeindegebiet von Zemplínske Hradište liegt eine große Storchenkolonie, deshalb trägt die Gemeinde den Beinamen „Bocianopolis“ (wörtlich Storch-Stadt).